# 코스타네비차나크르키

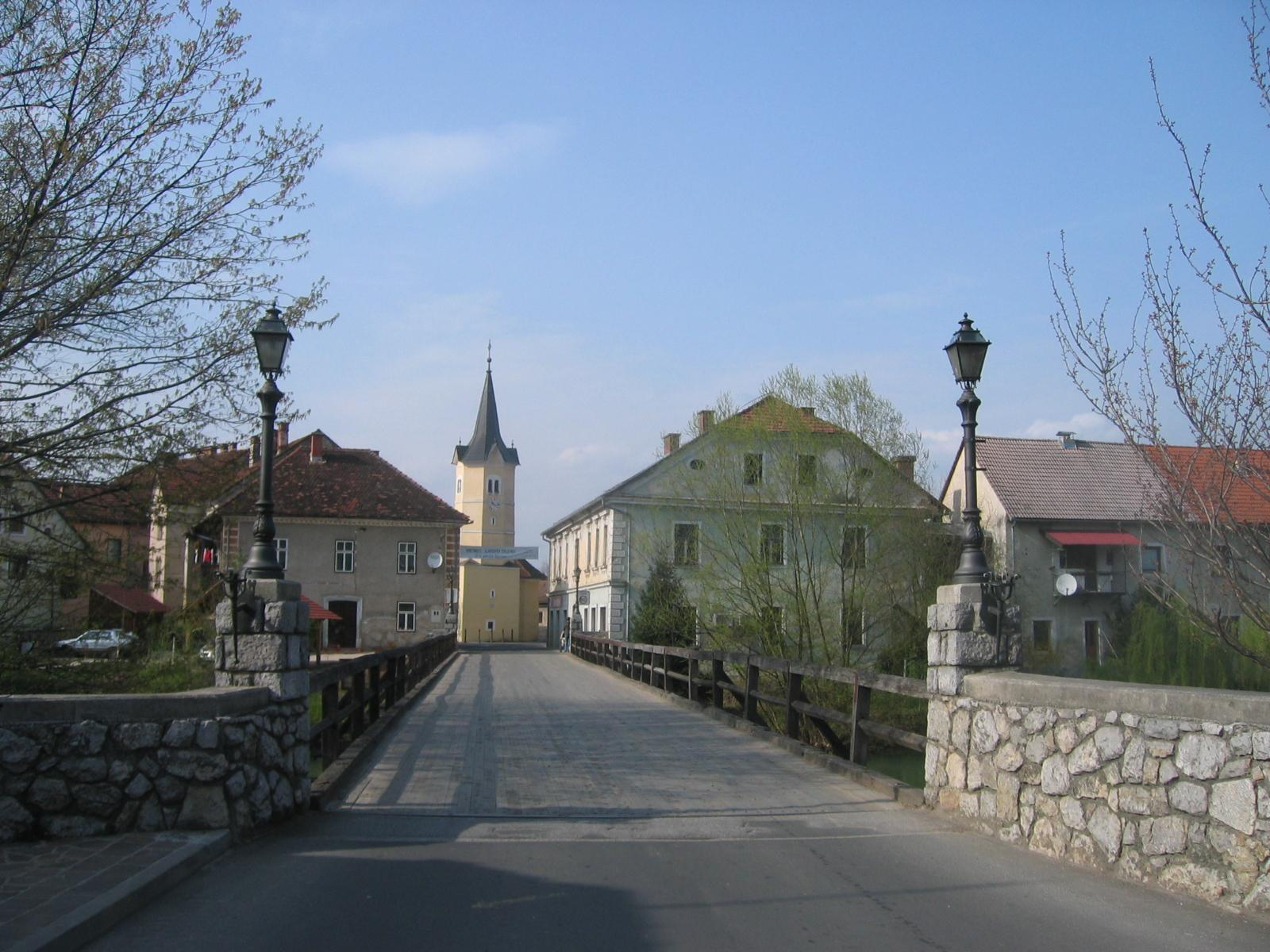
코스타네비차나크르키

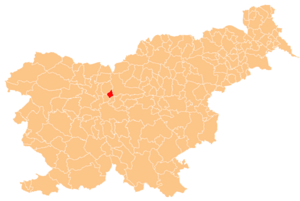
코스타네비차나크르키의 위치

코스타네비차나크르키(슬로베니아어: Kostanjevica na Krki, 독일어: Landstraß 란츠트라스[*])는 슬로베니아의 도시로 면적은 58.3km2, 높이는 155m, 인구는 2,419명(2002년 기준), 인구 밀도는 41.5명/km2이다.